# Hakea loranthifolia
Hakea loranthifolia är en tvåhjärtbladig växtart som beskrevs av Meissn.. Hakea loranthifolia ingår i släktet Hakea och familjen Proteaceae. Inga underarter finns listade i Catalogue of Life.